# Milicia Keijzer
Milicia Keijzer (Alkmaar, 17 april 2003) is een Nederlands voetbalspeelster. Ze speelt als verdediger bij AC Milan in de Serie A.

## Carrière
Keijzer begon in de jeugd bij sv Koedijk, maakte de overstap naar Telstar en ging al op jonge leeftijd naar eredivisionist VV Alkmaar. Op 15 november 2019 maakte ze haar debuut voor de Alkmaarders in de Vrouwen Eredivisie in een uitwedstrijd tegen Ajax.
In 2020 vertrok Keijzer naar Ajax waar ze deel uit ging maken van het talententeam. Sinds 2022 behoort Keijzer tot het eerste elftal van de Amsterdammers. Op 25 november 2022 maakte ze haar debuut voor Ajax in een uitwedstrijd tegen Telstar.
Op 21 juni 2023 tekende Keijzer een nieuwe verbintenis die haar tot medio 2024 aan de Amsterdamse club verbonden houdt.
In het seizoen 2024/25 stond Keijzer een lange tijd buitenspel vanwege het overlijden van haar moeder. In een uitwedstrijd tegen PSV maakte ze haar rentree. Op 31 mei 2025 maakte Ajax bekend dat Keijzer de club achter zich laat en haar eerste buitenlandse avontuur bij AC Milan aan zal gaan.

## Statistieken
| Seizoen | Club       | Competitie         | Competitie | Competitie | Beker | Beker | Overig | Overig | Totaal | Totaal |
| Seizoen | Club       | Competitie         | Wed.       | Dlp.       | Wed.  | Dlp.  | Wed.   | Dlp.   | Wed.   | Dlp.   |
| ------- | ---------- | ------------------ | ---------- | ---------- | ----- | ----- | ------ | ------ | ------ | ------ |
| 2019/20 | VV Alkmaar | Vrouwen Eredivisie | 1          | 0          | 0     | 0     | 0      | 0      | 1      | 0      |
| 2021/22 | Ajax       | Vrouwen Eredivisie | 0          | 0          | 0     | 0     | 0      | 0      | 0      | 0      |
| 2022/23 | Ajax       | Vrouwen Eredivisie | 5          | 0          | 0     | 0     | 0      | 0      | 5      | 0      |
| 2023/24 | Ajax       | Vrouwen Eredivisie | 13         | 0          | 4     | 0     | 9      | 0      | 23     | 0      |
| 2024/25 | Ajax       | Vrouwen Eredivisie | 5          | 0          | 0     | 0     | 0      | 0      | 5      | 0      |
| 2025/26 | AC Milan   | Serie A            | 0          | 0          | 0     | 0     | 0      | 0      | 0      | 0      |
| Totaal  | Totaal     | Totaal             | 24         | 0          | 1     | 0     | 9      | 0      | 23     | 0      |

Bijgewerkt t/m 4 augustus 2025.